# Mysterio
Mysterio, il cui vero nome è Quentin Beck, è un personaggio dei fumetti statunitensi, creato da Stan Lee (testi) e Steve Ditko (disegni), pubblicati dalla Marvel Comics. È apparso la prima volta in The Amazing Spider-Man n. 13 (giugno 1964). È principalmente raffigurato come un nemico ricorrente dell'Uomo Ragno e di Devil. Sebbene Mysterio non possieda abilità sovrumane, è un ex artista degli effetti speciali, illusionista e attore che usa i suoi talenti per commettere crimini. È un membro fondatore della squadra di supercriminali dei Sinistri Sei.

## Biografia dei personaggi

### Quentin Beck
Quentin Beck, figlio di Elmore e Henrietta Beck, è nato a Riverside, in California. Fin dalla tenera età, Quentin amava i film e gli effetti speciali. Dopo il liceo, Beck frequentò il Massachusetts Institute of Technology dove sviluppò una competenza tecnica che lo aiutò a consolidare le sue aspirazioni di carriera.
In età adulta, Quentin Beck divenne uno stuntman e un creatore di effetti speciali a Hollywood. Tuttavia, Beck si annoiò con la sua carriera e si sentì frustrato dalla mancanza di riconoscimento che ricevette dal suo lavoro. Nel tentativo di ottenere la fama che desiderava, Beck ha cercato di diventare un attore ma ha avuto pochissimo successo. Fu in questo periodo che Spider-Man stava facendo notizia come un fenomeno mediatico; volendo fare del bene per la città ed essere acclamato, decise di iniziare eliminando l'Uomo Ragno sotto il nome "Mysterio". Pur non avendo superpoteri Mysterio è un ottimo illusionista in grado di scomparire e riapparire in un altro luogo. Dotato di un arsenale di armi ipnotiche in grado di emettere illusioni realistiche (ad esempio quando moltiplica la sua immagine) e maestro nei travestimenti, nel corso degli anni divenne avversario dell'Uomo Ragno, affrontato da solo o insieme al Dottor Octopus, l'Avvoltoio, il Camaleonte, l'Uomo Sabbia e Kraven il Cacciatore  con cui formò i Sinistri Sei. La sua peculiare caratteristica è quella di indossare una specie di elmetto sulla testa (spesso scherzosamente paragonato ad una boccia per pesci), che lo rende irriconoscibile. Con l'aiuto del Daily Bugle, iniziò a diffamare il supereroe, convincendo tutti che fosse malvagio. Poi si travestì da Uomo Ragno per accusarlo compiendo alcuni crimini, ma il tessi-ragnatele riuscì a sconfiggerlo ed incastrarlo.
Essendosi stancato della sua stagnante carriera e desideroso di vendetta per l'Uomo Ragno, Quentin si è ispirato quando uno dei suoi collaboratori ha scherzosamente suggerito di usare la sua abilità di effetti speciali per diventare uno dei supercriminali più potenti della città.
La storia della morte di Mysterio suscitò molto scalpore: l'illusionista si scoprì ammalato di cancro e cercò di andarsene in gloria; in quel periodo un nuovo Uomo Ragno apparve in città (era in realtà Ben Reilly) e Mysterio, non riconoscendo la sua nemesi nel nuovo eroe, scelse il vigilante Devil come suo ultimo rivale. Cercò quindi di farsi uccidere dall'uomo senza paura, coinvolgendolo in un diabolico piano durante il quale aveva convinto l'eroe cieco, a cui era stato affidato un neonato, di avere a che fare con la reincarnazione di Gesù Cristo. Per spingere Murdock ad odiarlo, Quentin Beck arrivò addirittura ad ingaggiare Bullseye, che uccise la sua fidanzata storica, Karen Page, a cui fece credere di avere il virus dell'HIV a causa dell'infante. Quando Devil rifiutò di ucciderlo, Beck si suicidò, sparandosi come fece Kraven il cacciatore alcuni anni prima (vedi L'ultima caccia di Kraven). In realtà la morte di Beck non fu altro che un'ulteriore illusione, dato che restò vivo a tramare nell'ombra.
Quentin Beck tornò alla ribalta durante la saga nota come La Sfida come alleato del clan mafioso del Maggia e scese in campo contro Mister Negativo. Successivamente si unì nuovamente al Dottor Octopus nella squadra dei Sinistri Sei.

### Daniel Berkhart
Quando l'originale Mysterio (Quentin Beck) venne catturato ed imprigionato conobbe Daniel Berkhart, suo compagno di cella. Beck gli insegnò tutti i suoi segreti e lo formò sul come sostituirlo nell'essere Mysterio. Beck finse di morire e Berkhart venne rilasciato, in cerca di vendetta del suo "amico". Venne così assunto da Jameson per fingere di essere il fantasma di Mysterio e catturare Spider-Man. L'Uomo Ragno non si lasciò ingannare dalle illusione di Berkhart e lo sconfisse senza troppa difficoltà, facendolo tornare in prigione.
Quando Berkhart e Maguire Beck (cugina di Quentin) cercarono di eliminare Uomo Ragno, Devil, J. Jonah Jameson e molti altri nemici reciproci, fecero rivivere, per i loro scopi di vendetta, un Jack Lanterna olografico ed in versione robotica. Alla fine, Maguire venne catturata e Berkhart fuggì con indosso il costume di Mysterio.

### Francis Klum
Durante Civil War il nuovo Mysterio (Francis Klum) attaccò la scuola in cui insegnavano Peter Parker e Flash Thompson. Oltre ad utilizzare varie illusioni ottiche, Klum piazzò una bomba nella scuola. Intervenne contro il nuovo Mysterio anche Danny Berkhart (il secondo Mysterio) e non mancò Quentin Beck (tornato dagli abissi infernali per reclamare la sua identità di Mysterio). (Tutto questo avvenne su Friendly Neighborhood Spider-Man 11-13 del 2006, in Italia su L'Uomo Ragno 463-464).

## Altre versioni

### Ultimate
La versione Ultimate di Mysterio compare per la prima volta su Ultimate Spider-Man N. 68, in cui effettua numerose rapine grazie all'aiuto di una spia all'interno della polizia. Viene fermato da Spider-Man, ma riesce a fuggire. A differenza della versione classica non indossa una boccia di vetro sulla testa ma ha la testa interamente avvolta da una specie di nuvola dai riflessi verdi. Inoltre rispetto alla versione classica è un personaggio dal forte carisma e punta a essere il nuovo boss della malavita di New York. Possiede un'armatura di sua invenzione che copre il busto e che gli permette di creare illusioni e di mantenere la testa "offuscata"; inoltre è un genio di robotica, infatti con solo poche gocce di sangue di Spider-Man riesce a creare un robot capace di individuarlo e attaccarlo.

### Noir
Una controparte noir di Mysterio compare in Ai confini del Ragnoverso, nella storia che precede il reclutamento di Spider Man noir. Qui sotto la copertura di prestigiatore è un alleato di Kingpin e rapisce Felicia Hardy, per attirare l'eroe in trappola, ma viene sconfitto.

### Vecchio Logan
In questo futuro alternativo, Mysterio ha attaccato la X-Mansion degli X-Men facendo credere a Wolverine di essere sotto attacco nemico; queste nuove illusioni sono così potenti da ingannare persino l'olfatto di Logan, che massacra tutti i suoi amici X-Men scambiandoli per criminali (come Bullseye, ad esempio). A causa di questo shock, Logan si converte al pacifismo.

## Poteri e abilità
Quentin Beck non possiede abilità sovrumane, ma è un esperto progettista di dispositivi per effetti speciali e illusioni sceniche, nonché un brillante inventore e ingegnere con conoscenze avanzate in robotica, così come un maestro ipnotizzatore, mago, acrobata e chimico dilettante. Con l'aiuto del Riparatore, Mysterio ha una tecnologia più avanzata, inclusi gli androidi di se stesso. Ha imparato una grande quantità di chimica applicata, in particolare l'uso di allucinogeni ed elettronica, e ha creato la sua versione della ragnatela di Spider-Man, ma non ha la completa conoscenza della formula usata da Peter Parker, dal momento che Spider-Man aveva anche progettato la sua ragnatela artificiale per iniziare a dissolversi dopo che è passata un'ora. Beck è un pianificatore e organizzatore meticoloso, e un attore esperto che si è mantenuto in ottima forma fisica. Ha una vasta conoscenza delle tecniche di combattimento corpo a corpo apprese come stuntman, che gli consentono di impegnarsi in combattimento con Spider-Man nonostante le capacità fisiche superiori del suo nemico e usando le sue capacità di distogliere l'attenzione come ulteriore metodo di autodifesa.

## Equipaggiamento
Il costume di Mysterio ha molti dispositivi. Il suo casco è fatto di plexiglas unidirezionale, il che significa che può vedere fuori ma nessuno può vedere dentro. Il casco include anche una riserva d'aria per proteggerlo dai suoi stessi gas, un sonar integrato per orientarsi nel suo banco di nebbia e un proiettore olografico per creare illusioni 3D. I suoi stivali contengono molle elicoidali magnetiche che gli consentono salti impressionanti e la capacità di aggrapparsi alle superfici. Il costume contiene ugelli negli stivali e nei guanti che possono rilasciare un flusso costante di fumo e nebbia artificiale che protegge i suoi movimenti. Può mescolare altre sostanze chimiche in questa cortina fumogena per vari effetti, tra cui un gas che attenua il senso di ragno di Spider-Man, un gas che causa la paralisi per 30 minuti, un abrasivo che divora le ragnatele di Spider-Man, ipnogeni che rendono quelli intorno a lui più suscettibili alla sua volontà e allucinogeni per provocare vivide allucinazioni. Una combinazione di ipnogeni e allucinogeni, insieme ai suoi proiettori olografici, è il modo in cui Mysterio realizza la maggior parte delle sue illusioni. Il costume a volte include anche armi offensive, come laser o gas letale negli emblemi degli occhi sulle sue spalle, o bobine elettriche all'interno del suo mantello per fulminare coloro che lo toccano.

## Altri media

### Animazione
- Mysterio è apparso nelle serie animate L'Uomo Ragno, L'Uomo Ragno, L'Uomo Ragno e i suoi fantastici amici, Spider-Man - L'Uomo Ragno, The Spectacular Spider-Man, Ultimate Spider-Man e Spider-Man.
- Una variante di Mysterio è compare nella terza e ultima stagione della prima serie animata del Marvel Cinematic Universe What If...?, doppiato da Alejandro Saab. Nell'episodio "E se... l'Emersione avesse distrutto la Terra?", fin degli anni dopo che il pianeta Terra fu distrutta dall'Emersione, in questa controparte alternativa di Quentin Beck trascorse i decenni successivi usando la tecnologia delle Stark Industries per costruire un esercito di droni chiamato la Iron Federation, ottenendo il controllo della Visione Bianco e di Iron Legion per guidarli e utilizzando i pericolosi naniti per controllare meglio le sue illusioni. Tuttavia, poiché i naniti lo uccidono gradualmente, tenta di manipolare la giovane supereroina Ironheart (Riri Williams) per aiutarlo a fondersi con Visione Bianco. Tuttavia, Uatu l'Osservatore motiva Ironheart a sconfiggere definitivamente il malvagio tiranno.

### Cinema

Quentin Beck / Mysterio (a destra) interpretato da Jake Gyllenhaal nel film Spider-Man: Far from Home.

- In The Amazing Spider-Man 2 - Il potere di Electro (2014), la maschera di Mysterio appare brevemente durante i titoli di coda.[4]
- Mysterio è l'antagonista principale del film Spider-Man: Far from Home (2019), interpretato da Jake Gyllenhaal e doppiato in italiano da Stefano Crescentini. In questa versione, Quentin Beck si presenta inizialmente come un valoroso guerriero proveniente da un'altra dimensione che vuole aiutare il giovane Peter Parker / Spider-Man, e Nick Fury (in realtà lo Skrull Talos), nella loro missione contro le creature note come gli Elementali, guadagnandosi dai media il nome di "Mysterio". In seguito si rivelerà essere stato un normale inventore delle Stark Industries, licenziato da Tony Stark per la sua instabilità mentale. Approfittando della morte di Tony, unendosi ad altri ex dipendenti di quest'ultimo, Beck progettò una messa in scena che ingannasse il mondo per presentarsi come eroe e diventare il successore di Iron Man, creando gli Elementali tramite dei proiettori olografici. Dopo essersi impadronito dei pericolosi droni da combattimento di Stark, inscena un nuovo attacco Elementale sul Tower Bridge a Londra per ultimare il suo piano, ma affronta Spider-Man, il quale ha scoperto le sue veri intenzioni, e nello scontro Beck viene colpito dalla linea di fuoco di uno dei droni e muore. Prima della sua presunta dipartita, grazie ai suoi complici, rilascia un videomontaggio nel quale, sfruttando la sua immagine eroica, rivela la vera identità di Spider-Man dopo averlo implicato come responsabile dell'attacco a Londra.
  - Nel seguito Spider-Man: No Way Home (2021), il personaggio appare brevemente tramite filmati d'archivio di Far from Home: le sue azioni nell'esporre il segreto di Peter Parker sono il punto centrale della trama, dato che i tentativi del giovane supereroe nel riparare il danno commesso da Mysterio porta all'apparizione di cinque supercriminali (il Goblin, il Dottor Octopus, l'Uomo Sabbia, Electro e Lizard) provenienti dal Multiverso, concetto che si è rivelato reale nonostante le sue bugie.
- Delle varianti di Mysterio fanno una breve comparsa nel film d'animazione Spider-Man: Across the Spider-Verse (2023), come prigionieri della Spider-Society.

#### Progetti cancellati
- Dei concept art di Jeffrey Henderson pubblicati a giugno 2016 e le dichiarazioni dell'illustratore stesso confermano che nell'irrealizzato Spider-Man 4 era previsto che venissero inclusi numerosi cattivi nella scena d'apertura: «villain di serie C o D che non avrebbero mai usato come antagonisti principali. Mysterio interpretato da Bruce Campbell, Shocker, Prowler, Rhino e credo persino Stilt-Man».[5][6][7]
- Nonostante l'apparizione della maschera di Mysterio nei titoli di coda di The Amazing Spider-Man 2, il regista Marc Webb rivelò che non venne ancora deciso se il personaggio sarebbe apparso nei seguiti Sinister Six e The Amazing Spider-Man 3, pellicole che tuttavia vennero cancellate.[4]

### Videogiochi
- Mysterio appare nel videogioco The Amazing Spider-Man come boss finale.
- Mysterio fa la sua comparsa nel videogioco Spider-Man 2.
- Mysterio è un mini-boss nel videogioco Marvel: La Grande Alleanza.
- Mysterio è il vero antagonista principale del videogioco Spider-Man: Amici o nemici, di cui è il boss finale. Non è però disponibile come personaggio giocabile.
- Mysterio è l'antagonista principale del videogioco Spider-Man: Shattered Dimensions, di cui è anche il boss finale.
- Mysterio appare come personaggio giocabile nel videogioco per smartphone Marvel: Sfida dei campioni.
- Nel gioco Spider-Man del 2018, un frammento della maschera di Mysterio appare come oggetto collezionabile. Inoltre, Spider-Man interagisce con un ragazzo travestito da Mysterio durante una festa in maschera.
- Mysterio compare in Spider-Man 2